# La Dame désolée
La Dame désolée (The Case of the Distressed Lady) est une nouvelle policière d'Agatha Christie mettant en scène le personnage de Parker Pyne.
Initialement publiée en août 1932 dans la revue Cosmopolitan aux États-Unis, cette nouvelle a été reprise en recueil en 1934 dans Parker Pyne Investigates au Royaume-Uni. Elle a été publiée pour la première fois en France en mai 1959 dans la revue Mystère magazine, puis dans le recueil Mr Parker Pyne en 1967.

## Publications
Avant la publication dans un recueil, la nouvelle avait fait l'objet de publications dans des revues :
- en août 1932, aux États-Unis, sous le titre « The Pretty Girl Who Wanted a Ring », dans le no 2 (vol. 93) de la revue Cosmopolitan[1],[2] ;
- le 22 octobre 1932, au Royaume-Uni, sous le titre « Faked! », dans la revue Woman's Pictorial[1] ;
- en octobre 1957, aux États-Unis, sous le titre « The Cat and the Chestnut », dans le no 167 (no 4, vol. 30) de la revue Ellery Queen's Mystery Magazine[3] ;
- en mai 1959, en France, sous le titre « Le Chat et la chataîgne », dans le no 136 de la revue Mystère magazine[4].

La nouvelle a ensuite fait partie de nombreux recueils :
- en 1934, au Royaume-Uni, dans Parker Pyne Investigates[1] (avec 11 autres nouvelles) ;
- en 1934, aux États-Unis, sous le titre « The Case of the Forsaken Wife », dans Mr. Parker Pyne, Detective[1] (avec 11 autres nouvelles) ;
- en 1967, en France, dans Mr Parker Pyne (adaptation des recueils de 1934).